# 周家乡 (简阳市)
周家乡，是中华人民共和国四川省资阳市简阳市曾经下辖的一个乡。2019年12月，撤消周家乡，所属行政区域为石盘街道的行政区域。

## 行政区划
周家乡撤销前下辖以下地区：
船板沟村、付家祠村、拱桥村、郭家祠村、河嘴村、火箭村、兰家寺村、楼子坝村、南冲堰村、三合堰村、桑园村、四方碑村、天长村、瓦窑沟村、谢家祠村、艳丰村和郑公山村。